# Họ Xén tóc
Họ Xén tóc (Cerambycidae) là một họ bọ cánh cứng đặc trưng bởi râu dài hơn thân của nó. Đây là một họ lớn với hơn 20.000 loài đã được miêu tả, hơn phân nửa chúng sống ở đông bán cầu.

## Phân loại

### Phân họ
Có 8 - 14 phân họ:
- Anoplodermatinae
- Aseminae
- Cerambycinae Latreille, 1802
- Dorcasominae Lacordaire, 1869
- Disteniinae
- Lamiinae Latreille, 1825
- Lepturinae Latreille, 1802
- Necydalinae Latreille, 1825
- Oxypeltinae
- Parandrinae Blanchard, 1845
- Philinae
- Prioninae Latreille, 1802
- Spondylidinae Audinet-Serville, 1832
- Vesperinae

## Các chi và loài đặc trưng
- Moneilema – cactus longhorn beetle

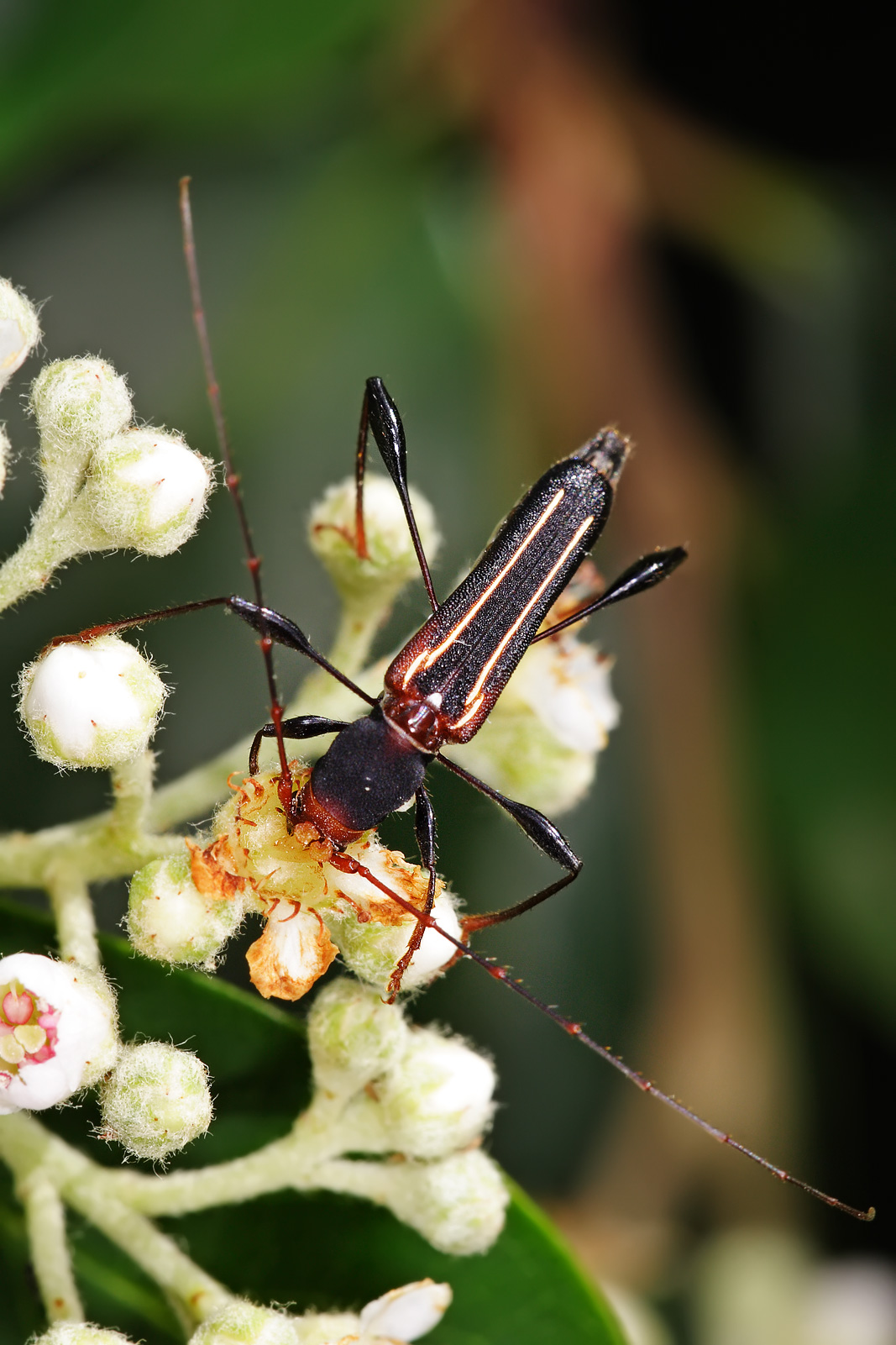
Decora longicorn (Amphirhoe decora)

- Anoplophora chinensis – citrus long-horned beetle
- Phymatodes nitidus
- Anoplophora glabripennis – Asian long-horned beetle
- Tetraopes tetrophthalmus – red milkweed beetle
- Desmocerus californicus dimorphus – valley elderberry longhorn beetle
- Petrognatha gigas – giant African longhorn
- Rosalia alpina - Rosalia longhorn